# Seán O’Casey
Seán O’Casey, eredeti nevén John Casey (Dublin, 1880. március 30. – Torquay, 1964. szeptember 18.) ír drámaíró, memoárszerző. Szegény család tizenegyedik fia volt. 13 évesen tanult meg olvasni. (Gyárban dolgozott ekkor már évek óta.) Az 1916-os dublini felkelés alatt csaknem életét vesztette. Ezután döntött úgy, hogy író lesz.

## Élete
Seán O’Casey John Caseyként született 1880. március 20-án Dublinban, szegény protestáns családban. Ő volt az utolsó gyerek a tizenháromból, akik közül csak öten érték meg a felnőttkort. Az apa, Michael Casey korai halálával a család vagyona hamar elfogyott. O’Casey szembaja talán a korai szegénységgel hozható kapcsolatba. Ez kora fiatalságában kezdődött. Iskolába csak szórványosan járt. Valójában a tízes évei elején tanult meg olvasni. Első önéletrajzi kötetei, a Zörgettem az ajtón (1939), és a Képek a folyosón (1942) elevenítik fel ezt az időszakot.
O’Casey fiatalkorában közönséges munkás volt. Nagy lázasan belépett templomának, a St. Barnabasnak az életébe; a Gael Ligába; a munkásmozgalomba (Irish Transport and General Worker’s Union), amit Jim Larkin alapított, és annak politikai szárnyába, az Ír Polgárhadseregbe, aminek első titkára lett. Lelkesedése, idealizmusa gyakran lehangoltságba csapott át, és néha nagyon durván vonult vissza minden aktív részvételtől.
Ugyanebben az időben fedezte fel nagy örömmel a könyvek világát. Izgatottan, rendszertelenül olvasott, de főleg Shakespeare-t, Ruskint, Percy Bysshe Shelley-t és Shaw-t kedvelte. A hatásuk látható O’Casey korai prózájában, és későbbi önarcképeiben: Donal Davorenben (Egy orvlövész árnyéka) és Ayamonn Brendonban (Red Roses for Me). A Polgárhadsereg titkáraként lelkesen írt a munkáspárti The Irish Workerbe; aztán, bár valamennyire elidegenedett korábbi lelkes énjétől, megírta az Ír Polgárhadsereg történetét (1919). Ahogy az érdeklődése nőtt a színház iránt, részt vett egy amatőr előadásban az Empire Theatre-ben, és írt néhány rövid darabot, amiket benyújtott az Abbey Theatre-nek. Végül, 1923-ban az Abbey elfogadta az On the Run című kétfelvonásos darabot, és az évad végén bemutatták The Shadow of a Gunman (Egy orvlövész árnyéka) cím alatt. Ebben a darabban jelent meg először a dublini külvárosi világ az ír színpadon, bár korábban A. Patrick Wilson és St. John Gogarty is írt külvárosban játszódó darabokat. Mindamellett, a tárgy újszerűsége mellett talán a kitűnő alakításoknak is része volt abban, hogy a darab olyan gyorsan népszerű lett.
A következő évben, 1924-ben az Abbey bemutatta O’Casey háromfelvonásos darabját, a Juno és a pávát (Juno and the Paycock), ami az Orvlövész technikájának továbbfejlesztése volt. Jack Boyle-t, a „pávát” Barry Fitzgerald szenzációsan alakította. Ettől a naptól fogva a Juno az egyik legnépszerűbb darabja maradt az Abbey-nek.
O’Casey következő fő műve Az eke és a csillagok volt (The Plough and the Stars, 1926). Bár olyan nagy haladás a Junóhoz képest, mint a Juno az Orvlövész árnyékához képest, Az eke és a csillagok elsőre nem osztozott a népszerűségükben, hanem már a harmadik előadáson akkora botrány tört ki, mint John Millington Synge színdarabja, A nyugati világ bajnoka (The Playboy of the Western World) bemutatóján közel húsz évvel ezelőtt. Az írek nemzeti büszkeségét sértette a darab. O’Casey persze úgy látta, hogy a darab igazságosan jeleníti meg az 1916-os dublini felkelést. Ha ki is gúnyolja a képmutatókat, mélyen együttérez a szenvedőkkel és az áldozatokkal. Ez az a nézőpont, amit jelenleg elfogadnak Írországban és mindenhol máshol. William Butler Yeats a február 11-i, botránnyal végződött előadás után a színpadról közölte véleményét a közönséggel kitűnő rövid beszédében: „Maguk megint szégyent hoztak magukra. Ha új ír géniusz tűnik fel, mindig így fogják fogadni? Először Synge, aztán O’Casey. (…) Ilyen jelenettel kezdődött Synge hírneve. Ma éjjel O’Casey hírneve született meg. Ez az ő apoteózisa.”
O’Casey a darab fogadtatást követően zavartan, dühösen elutazott Londonba, hogy átvegye a Hawthornden-díjat, amit a Juno és a páváért kapott, és hogy megnézze a Juno West End-i előadását. Néhány rövid látogatást leszámítva, sose tért vissza Írországba.
Londonban, ahol azonnal eredeti figurának ismerték el, afféle alacsony sorból származó vadzseninek tartották. Első londoni éveiben olyan hírességekkel barátkozott össze, mint Augustus John vagy Bernard Shaw. A darabjai a West Enden futottak, és a Macmillan kiadó adta ki őket; és 1927-ben feleségül vette Eileen Carey-Reynolds fiatal színésznőt.
Közben új darabon, Az ezüst kupán (The Silver Tassie, 1929 ) dolgozott. A tárgy ezúttal nem ír volt, hanem nemzetközi – az első világháború – és a technika részben – főleg az expresszionista, verses formájú II. felvonás – új volt a külvárosban játszódó darabokhoz képest. O’Casey először az Abbey-nek kínálta fel a darabot, és bízott abban, hogy elfogadják, de Yeats, Lennox Robinson és Lady Gregory is elutasította. Shaw megpróbálta békíteni („Yeats különösen okos és finom elme – és nem e világról való. Ha tehát hozzá akar vágni egy nagy darab evilágot, elugrik előle. Nem olyan nagy szégyen.”), de O’Casey megdühödött, és elküldte a sajtónak a levélváltást ( beleértve Shaw levelét is ). A londoni előadással a nem egészen alkalmas C. B. Cochrant bízták meg, aki főleg zenés komédiákat rendezett. Charles Laughtonnal a főszerepben, számos neves ír színésszel a darab viszonylag nagy sikert aratott. Előadásra a magas költségek miatt ritkán került sor. Ez kicsit megingatta a hírnevét. O’Casey hajlott arra, hogy azt gondolja, az Abbey visszautasítása ártott neki. Valójában épp a visszautasítás körüli sajtóvisszhang miatt érdekelt bárkit is a darab. A kevés előadás igazi oka az volt, hogy ekkor minál kevesebb költségből akartak kijönni az igazgatók, és egy bonyolult, hosszú darab előadása nem volt igazán kifizetődő. Ha elég jó üzletnek tűnt, a kommersz színpad is megpróbálkozott igazi műalkotásokkal, de, ahogy a Püspöki örömtűz egyik figurája megjegyzi: „Az üzlet az üzlet.”
A következő időszakban O’Casey írt egy csomó újságcikket és a Within the Gates-en (A kapun belül) dolgozott; 1928-ban született meg első fia, Breon. A jövedelme egyre csökkent, és a Within the Gates bemutatója a legjobbkor jött. A sikertelen londoni bemutató még inkább ártott a hírnevének, de a lelkes amerikai főkritikus, George Jean Nathan kiharcolt egy New York-i előadást. Néhány gazdag barátja segítségével O’Casey elutazott a próbákra. A darab, mint Az ezüst kupa öt éve, mérsékelt sikert aratott.
O’Casey egyszerre nehéznek találta, hogy valami sikereset írjon, és a következő években temérdek cikket írt. A kommersz színpadról alkotott lesújtó véleményét The Flying Wasp (A csípős darázs) című kötetben összegezte. Aztán, 1939-ben megjelent első önéletrajzi kötete, a Zörgettem az ajtón (I Knock at the Door), majd 1954-ig bezárólag a többi öt: Pictures at the Hallway (Képek a folyosón, 1942 ); Drum Under the Windows (Dobszó az ablak alatt); Inishfallen, Fare Thee Well (Inishfallen, Isten áldjon); Rose and Crown (Rózsa és korona); Sunset and Evening Star (Naplemente, esthajnalcsillag).
1935-ben megszületett második fia, Niall, és 1938-ban a lánya, Shivaun.
1940-ben amatőrök adták elő kommunista extravaganzáját, a Vörösbe fordul a csillagot (The Star Turns Red) a Unity Theatre-ben. Az író ezúttal sok támadásnak volt kitéve politikai szimpátiái miatt. 1943-ban mutatta be Shelagh Richards a Red Roses for Me-t. A későbbi előadások – a Bíbor hamu (Purple Dust, 1942; 1945-ben, Liverpoolban adták elő), az Oak Leaves and Lavender (Tölgylevél és levendula, 1947 ) és a Kukuriku ifiúr (Cock-A-Doodle-Dandy, 1949 ) – is azt bizonyították, hogy a kommersz színház nem igazán volt vevő O’Casey-re.
Következő sikeres darabja a The Bishop’s Bonfire (A püspök máglyája, 1955 ). A Red Roses for Me óta ez volt az első Írországban bemutatott darab. Mégis inkább Angliában aratott sikert, mint a konzervatív, katolikus Írországban. 1956-ban meghalt O’Casey második fia, Niall, leukémiában.
1958-ban O’Caseytől darabot kértek a dublini színházi fesztiválra. A dublini érsek, John Charles McQuaid olvasatlanul betiltotta a Ned atya dobjait (The Drums of Father Ned). Ezután O’Casey megtiltotta darabjainak írországi előadásait. 1961-ben új drámakötettel jelentkezett, ami a címadó darab (Behind the Green Curtains) miatt rossz kritikákat kapott.
1964. szeptember 18-án, devoni otthonában halt meg szívrohamban.

## Drámái
Bár kitűnő önéletrajzokat és temérdek cikket írt, O’Casey mégis elsősorban drámaíróként lesz maradandó. Az általános felfogás szerint először két-három jól megírt naturalista darabot írt, aztán viszont sok fellengzős, homályos, „ideologikus” valami következett, ami a korábbi darabokhoz képest hanyatlás. A kései darabokat nem is egyenként értékelték, inkább egy nagy csomóban művészi kudarcoknak nyilvánították őket. Az ír kritikusok is ezt vallották: a kései darabokat lehúzták mint művészi kudarcokat. Az írek elítélő magatartásának leginkább a klerikalizmus volt az oka.
A kései darabok elutasításával párhuzamosan szokás volt a korai külvárosi darabokat egy képzetlen vadzseni remekműveinek tartani; még a hivatalos akadémiai állásfoglalás is elfogadta ezt a nézőpontot. Mégis, a legkorábbi munkák folyamatos dicsőítése közben is akadtak ír akadémikusok, akik becsmérlően beszéltek a dublini trilógiáról. Általában a gyenge szerkezettel magyarázták ezt. Ebben a szigorúságban van valami pedantéria. Igazságosabb lenne, ha azt mondanánk, hogy a korai O’Casey-darabokban vannak hibák, de olyan kitűnő jelenetek és figurák is, hogy ezek a hibák, pláne egy jó előadásban, nem szembeszökőek. Ez egy értelmesebb következtetés, mintha a dublini trilógiát csak a csehovi tragikomédia verziójának tekintjük.
Mind az Orvlövész árnyéka (A Shadow of a Gunman, 1923), mind a Juno és a páva (Juno and the Paycock, 1924) mutatja O’Casey nagy erősségeit: komikus megfigyelések, nagyszerű párbeszédek, és az a képesség, hogy komikus hangról villámgyorsan váltson a tragikusra. A Junóban a komikus részek még jobbak, a tragédia fejlettebb. A hihetetlenül ironikus zárójelenetben egyesülnek. Az élénk dialógusok, a kitűnő jellemábrázolás és a vég intenzitása olyan figyelemre méltóak, hogy a darab valódi konvencionalitása először nem ötlik szembe. A cselekmény fő szála, az „örökség”-ügy, a Hamupipőke-téma modern verziója; az egyik mellékszál, az elcsábított és elhagyott lány még elhasználtabb téma. Ráadásul Mary, mivel olyan „haladó írókat” olvas, mint Ibsen, szükségszerűen nagyon hasonlít a 19. századi Új Nőre. Azt már többen megfigyelték, hogy Boyle „kapitány” és Joxer Daly csak a hetvenkedő katona és az ingyenélő, akik már az Erzsébet-kori tragédiákban (Shakespeare: IV. Henrik) sőt az ókori római szerzőknél (Plautus) is felbukkannak. A fiú, a lány, sőt tán még az anya is szokványos karakter.
Ha az Erzsébet-kori tragédiát gyakran szakítják meg komikus, megkönnyebbülést kiváltó jelenetek, akkor O’Casey első két tragédiája nevetséges jelenetek hosszú sora, amit néha vált fel a tragikum. Ez leginkább a Juno második felvonásbeli ünnepségére illik, aminek semmi köze a fő cselekményszálhoz. Tancred halála, ami önkényesen véget vet az ünneplésnek, nem kevésbé önkényes, mint az Orvlövész végkifejlete.A harmadik felvonás felejthetetlen zárójelenetében azonban O’Casey az önkényesből az elkerülhetetlen felé halad. Ebben a zárójelenetben Boyle és Joxer alakja csak homályosan látszik, és O’Casey az első darabok statikus ábrázolásától Az eke és a csillagok változékony, cseppfolyós fejlődése felé halad.
Az eke és a csillagokban nincsenek olyan emlékezetes komikus alakok, mint Joxer vagy Boyle, de minden más téren, technikában, erőben akkora haladás a Junóhoz képest, hogy ezt tartják O’Casey korai – sőt talán egyetlen – remekművének. A jelentős technikai haladás abban áll, hogy O’Casey a sok szereplőt egy sokkal komplexebb cselekményben szerepelteti, mint korábbi darabjaiban. Mint Csehov teljes estés darabjaiban, itt is van egy széles cselekmény, meg sok egyéni cselekmény. A „széles” cselekmény az 1916-os dublini felkelés – a kirobbanás, az aktualitás, a vereség. Egyidejűleg, a Clitheroe-k, Bessie, Fluther, Mollser és a többiek egyéni története a „széles” cselekménynek megfelelően alakul. És, a darab végén, mint Csehovnál is, a kevésbé fontos cselekményszálak és a fő cselekményszál összefonódnak. A darabnak vannak hibái. A kocsmai jelenetben, a második felvonás kezdetén, megint az első darabok statikus ábrázolásmódját használja O’Casey; valójában a jelenet eredetileg egy egyfelvonásos darab anyaga volt. Ennek ellenére a kocsmai jelenetet nem csak a komikus lendület tartja életben, mint a Juno ünnepség-jelenetét. Ez a jelenet ellenpontozza is a kint folyó „széles” cselekményt. A témához tartozik, ennélfogva része a cselekménynek, ellentétben a Juno-beli jelenettel. Van néhány kisebb gyengeség is. A fiatal házaspár egy kicsit édeskés, viszont a „képtelenül hosszú ideig üldögélő” (Mesterházi Márton) Mollser túl vázlatosan van ábrázolva. Még az olyan fontos szereplők, mint Bessie és Fluther, fejlődését sem dramatizálja O’Casey, csak állítja. És persze Nora megőrülése is egy kicsit melodramatikus.
O’Casey középső periódusának darabjait expresszionista kísérleteknek is nevezhetjük, de hajlunk inkább arra, hogy a mirákulum és a moralitás modern változatának nevezzük. Az expresszionizmus a technikát hangsúlyozza, O’Casey középső korszakának darabjai a mondanivalót. Már Az eke és a csillagokban is előfordult, hogy O’Casey hajlott arra, hogy a mondanivalót fontosabbnak tartsa, mint a jellemábrázolást vagy a komédiát. A darabok inkább arra tesznek kísérletet, hogy aláhúzzanak valami társadalmi igazságot, minthogy bemutassák az emberi természet egy oldalát.
Az ezüst kupa sokat vitatott darab; stíluskeveredések miatt támadták néhányan. Talán a helyzet egyszerűen az, hogy O’Casey sürgősebbnek tartotta megvádolni az emberiséget, hogy szenvedéseinek saját eszelős mazochizmusa az oka. Számára a darab egysége feltehetően nem az egységes cselekményben, vagy a mondanivaló előadásának módjában rejlett, hanem a mondanivalóban.
Mindamellett, az expresszionisztikus második felvonás, bár a szövegösszefüggésben megdöbbentő volt, nem volt akkora újdonság, amekkorának a kritikusok tartották. 1923-ban az Abbey bemutatott egy O’Casey-egyfelvonásost, a Kathleen Listens In (Kathleen részt vesz) címűt, amelynek a nyelvezetében szintén voltak már expresszionista momentumok. Az ezüst kupa II. felvonásában az a meghökkentő, hogy a nyelvezete elüt a darab többi részétől. Akik olvasták O’Casey biblikus verseit, nehezen érthették meg, mit akar a szerző az ismétlődő egyszerű mondatokkal. Színpadon ez persze nem így hat. A Junót vagy Az eke és a csillagokat akkor is méltányolja az ember, ha olvassa; Az ezüst kupa és a többi, középső periódusba tartozó darab értékét csak a színházban lehet teljesen méltányolni. Az a furcsa ezekben a darabokban, hogy O’Casey, miközben a mondanivalót próbálta hangsúlyozni, még színpadiasabb technikát alkalmazott, mint korábban. Az ezüst kupa felújításai azt igazolják, hogy a darab mondanivalója és dühödt hangütése elég erővel bírnak ahhoz, hogy a darab egyenetlen elemeit összetartsák.
Az ezüst kupával szemben a Within the Gates ( A kapun belül, 1934 ) című darabban nincsenek stílusegyenlőtlenségek. Ez szintén egy gondolati darab ( O’Casey egyszer kifejtette, hogy a jövő reménysége egy gondolati drámaíró ). A mondanivalója és a témája még ambiciózusabb volt, mint előbb. Ennek ellenére, a Within the Gates-t sokkal kevesebbszer újították fel, mint Az ezüst kupát, és az irodalomtörténészek is kevesebbre tartották. Ennek tán az az oka, hogy Az ezüst kupa nagy részében ( a II. felvonást leszámítva ) a realizmushoz is közelített, a Within the Gates-ben viszont teljesen stilizált cselekményt vázol fel. Papíron a moralitás soványka cselekménye, nyelve, jellemábrázolása és, talán, mondanivalója kicsit ijesztő; és az olvasó hajlik rá, hogy a Within the Gates-t kudarcnak tartsa. Hogy ezt a darabot elbírálhassuk, ahhoz egy igazán jó előadás kéne előbb; félő, hogy a Within the Gates adósság marad, aminek sose találták meg a rendezőjét.
A Vörösbe fordul a csillag ( The Star Turns Red, 1940 ) egyesek szerint O’Casey leggyengébb teljes estés darabja. Határozott mondanivalója, képzeletszegénysége miatt inkább propagandának tűnik, mint művészetnek.
1942-ben írja egyik legnagyobb sikerű komédiáját, a Bíbor port ( Purple Dust ) két Írországba költözött angolról, akik „egyszerű” életet akarnak élni a természet lágy ölén. 1949-ben születik utolsó igazán nagy darabja, a Kukurikú ifiúr ( Cock-A-Doodle Dandy ). Népi komédia.
Ezt követően ún. „írországi mikrokozmoszokat”, egy ír közösség mindennapjait bemutató darabokat ír. Ilyenek: The Bishop's Bonfire (1955) – az egyházról; Behind The Green Curtains (1958) – az értelmiségről; Ned atya dobjai ( The Drums of Father Ned, 1960 ).
További drámái: Az ezüst kupa (The Silver Tassie, 1929), Within the Gates (1934), Esti mese (Bedtime Story, 1932), Red Roses For Me (1942), Figuro in The Night (1960), The Moon Shines On Kylenamoe (1960) stb.

## Magyarul
- Juno és a páva. Tragédia; ford., utószó Nagy Péter; Európa, Bp., 1957 (Világirodalmi kiskönyvtár)
- Vörösbe fordul a csillag; ford., utószó Nagy Péter; Európa, Bp., 1959 (Modern könyvtár)
- Hajnali komédia; ford. Takács István; in: Egyfelvonásosok; Táncsics, Bp., 1960 (Műsorfüzetek / Irodalmi Színpad)
- Bíbor por; ford. Székely György; Színháztudományi Intézet, Bp., 1963 (Világszínház)
- Zörgettem az ajtón. Futó pillantás dolgokra, melyeknek magam köszönhetem; ford. Déri György, versford. Tornai József, bev. Ungvári Tamás; Magvető, Bp., 1963 (Világkönyvtár)
- Drámák; ford. Göncz Árpád et al., versford. Tótfalusi István, vál. Osztovits Levente, utószó Nagy Péter; Európa, Bp., 1977